# Proton Jebat
Proton Jebat — концепт-кар производства Proton Edar Sdr Holding. Представлен в единственном экземпляре в 2010 году.

## Описание
Название Jebat автомобиль получил в честь воина из штата Малакка Ганга Джебата. Представляет собой один из автомобилей серии Pahlawan.
Сам по себе автомобиль является лицензионным клоном автомобиля Mitsubishi Lancer Evolution X. Proton Jebat основан на той же платформе, что и Proton Inspira.
Автомобиль оснащён бензиновым двигателем внутреннего сгорания MIVEC 4B11T DOHC I4. Разгон автомобиля от 0 до 100 км/ч занимает 5,6 секунды. Максимальная скорость — 232 км/ч.